# بيرسي سوتون
بيرسي سوتون (بالإنجليزية: Percy Sutton)‏ هو طيار ومحامي وسياسي أمريكي، ولد في 24 نوفمبر 1920 في سان أنطونيو في الولايات المتحدة، وتوفي في 26 ديسمبر 2009 في نيويورك في الولايات المتحدة. حزبياً، نشط في الحزب الديمقراطي. وقد انتخب عضو جمعية ولاية نيويورك.

## روابط خارجية
- بيرسي سوتون على موقع IMDb (الإنجليزية)
- بيرسي سوتون على موقع كينوبويسك (الروسية)